# 중형철도수송시스템

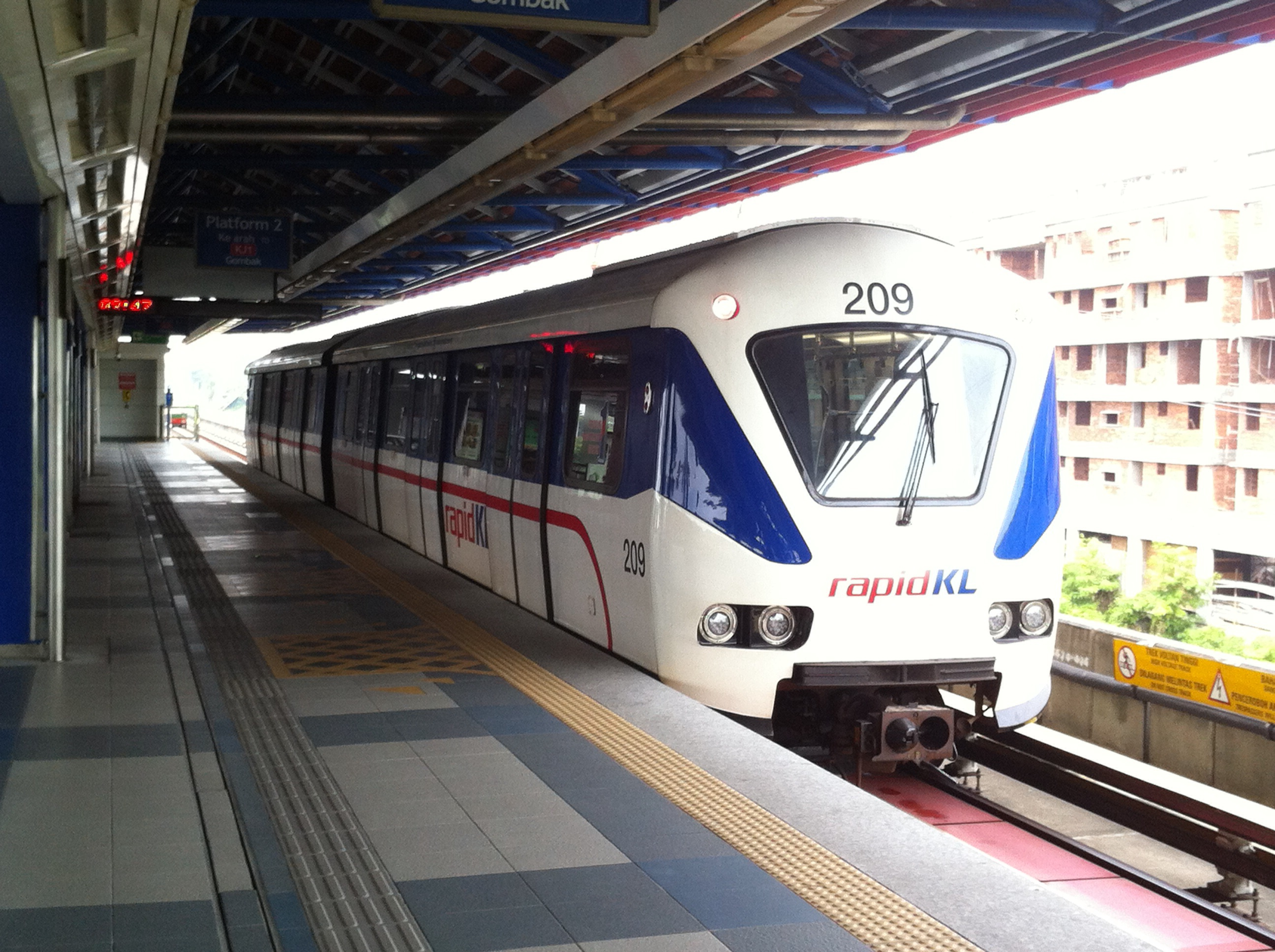
Rapid KL - 켈레나 자야 선 (Kelana Jaya Line)

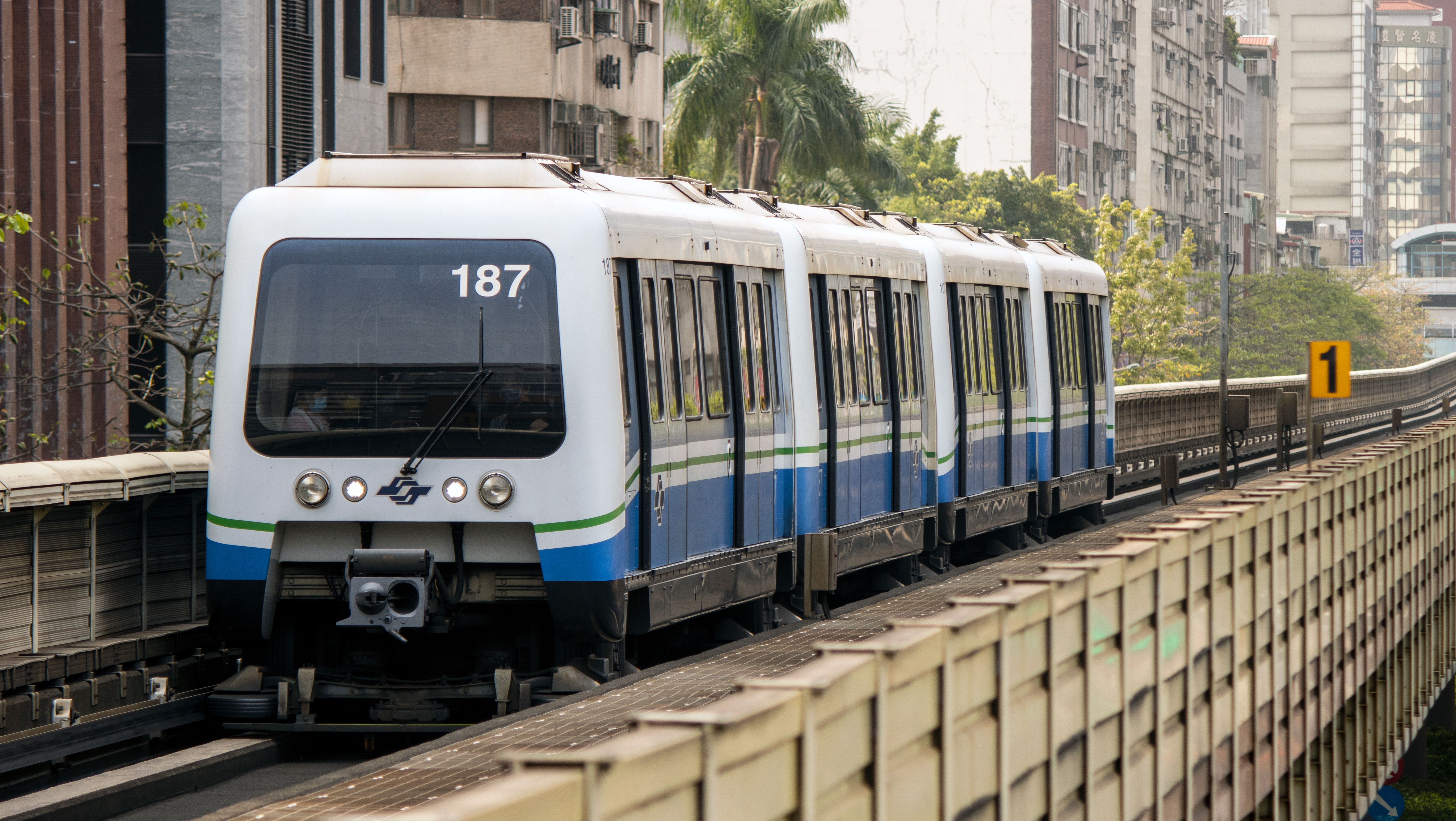
타이베이 첩운 원후선

중형철도수송시스템(中型鐵道輸送시스템) 또는 Medium-capacity rail system은 라이트 레일보다는 수송량이 많고 일반적인 중전철보다는 낮은 철도교통수단을 뜻한다. 라이트 메트로(Light Metro) 또는 라이트 래피드 트랜짓(Light Rapid Transit)으로 불리기도 한다.
수송객량이 대중 교통 시스템의 규모를 결정하기 때문에 통계 모델링을 통해 도시계획자는 해당 지역의 수요에 맞게 철도 시스템의 크기를 조정할 수 있다. 예상 승객수가 라이트 레일보다는 많고 중전철 또는 지하철 시스템보다는 적은 규모에 있을 때 중형철도수송시스템이 건설된다. 중전철 서비스가 불충분한 철도 네트워크(예: 단선)로 인해 충분한 승객수를 채우지 못하거나 인구 통계적 변화로 인해 필요한 승객 수를 달성하지 못하는 경우로 인해 결과적으로 중형철도수송시스템이 되어버리는 경우도 있다.
거의 대부분의 라이트 레일 시스템과 달리, 중형철도수송시스템은 일반적으로 (항상은 아니지만) 완전히 도로교통과 분리되고 배타적인 통행 우선권 (right-of-way)을 가지고 운행된다. 경우에 따라 역간거리는 통상적인 철도망에서 일반적인 거리보다 훨씬 길어질 수 있다. 중형철도수송시스템은 또한 공항철도나 중전철 네트워크 간선의 지선과 같은 대형 교통수송 시스템의 다른 수송모드로서의 지선 연결에 적합 할 수 있다.

## 정의

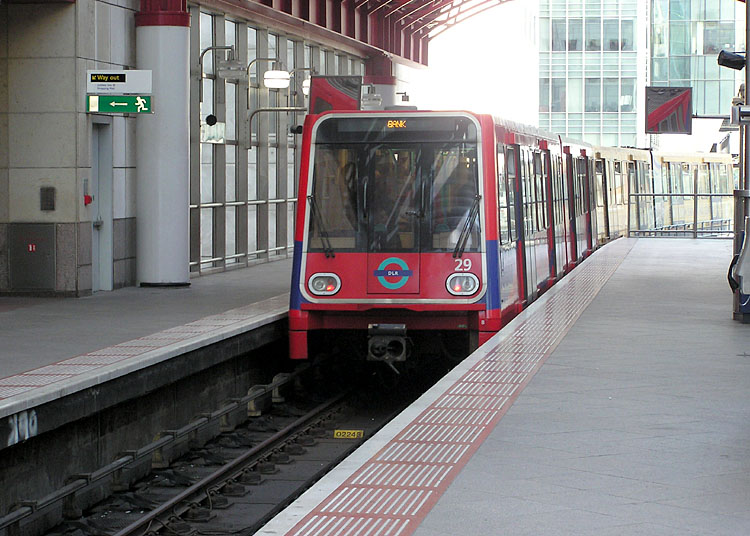
런던 중심부에 있는 뱅크 모뉴먼트 역으로 향하는 카나리 워프역을 출발하는 도클랜즈 라이트 레일웨이 열차

중형철도수송시스템의 정의는 이 용어가 표준화되어 있지 않아 다양하다. 국제적 정의의 불일치는 심지어 개별 국가 단위에도 영향을 미친다. 예를 들어, 타이완교통부는 각 중형철도수송시스템이 매시방향당 승객수(p/h/d 혹은 PPHPD) 6,000 ~ 20,000명의 승객 탑승이 가능하다고 하는 반면,

타이베이시 정부 첩운공정국(臺北市政府捷運工程局)은 약 20,000-30,000 PPHPD의 수송능력을 가지고 있다고 하며,

세계 은행의 보고서는 수송능력을 15,000-30,000 PPHPD로 정의하고있다.

비교를 위해, 지하철 또는 중전철의 표준은 30,000 PPHPD 이상의 수송능력을 지닌 수송수단으로 규정되었지만, 라이트 레일 시스템은 약 10,000-12,000 PPHPD 또는 12,000-18,000 PPHPD의 수송능력을 갖고 있다. 일반적으로, 중형철도수송시스템은 같은 지역에 있는 다른 중전철 시스템과 비교했을 때 더 적은 승객 수용 능력을 갖는다. 그러나 수송능력은 중형철도수송시스템을 정의하는 데 이용 가능한 하나의 기준에 지나지 않는다.
중형철도수송시스템을 정의하는 데 사용할 수 있는 또 다른 기준은 차량 유형이다. 예를 들어, 중형철도수송시스템의 열차는 표준 지하철 시스템보다 짧은 편성을 가질 수 있으며 보통 3량 (경우에 따라서는 2량)에서 6량까지의 차량을 사용할 수 있으므로 더 짧은 플랫폼의 건설과 사용이 가능하다. 통상적인 철제 차륜 열차를 사용하는 것보다, 타이베이 첩운에서 사용되는 VAL 시스템과 같은 고무 타이어 지하철 같은 기술이 경우에 따라서는 추천되기도 하는데, 이는 고무 타이어 지하철의 적은 주행소음과 가파른 경사 등판 능력과 급곡선 주행 능력이 좀 더 유연한 열차 배치를 가능하게 하기 때문이다.
풀규격 중전철이나 지하철 시스템은 일반적으로 러시아워시 열차 운전시격 10분 내지는 더 짧은 운전시격을 갖는다. 모든 면에서 중전철 또는 지하철로 보기에 충분하지만(예: 완전 입체화된 철도 시스템) 불충분한 철도 네트워크 (예 : 단선)로 더 긴 운전시격(예: 운전시격 15분)만이 가능한 철도 시스템은, 결과적으로 "라이트 메트로" 또는 "중형철도수송시스템"의 정의에 더 부합할 수 있다.

## 중형철도수송시스템 용어의 변형

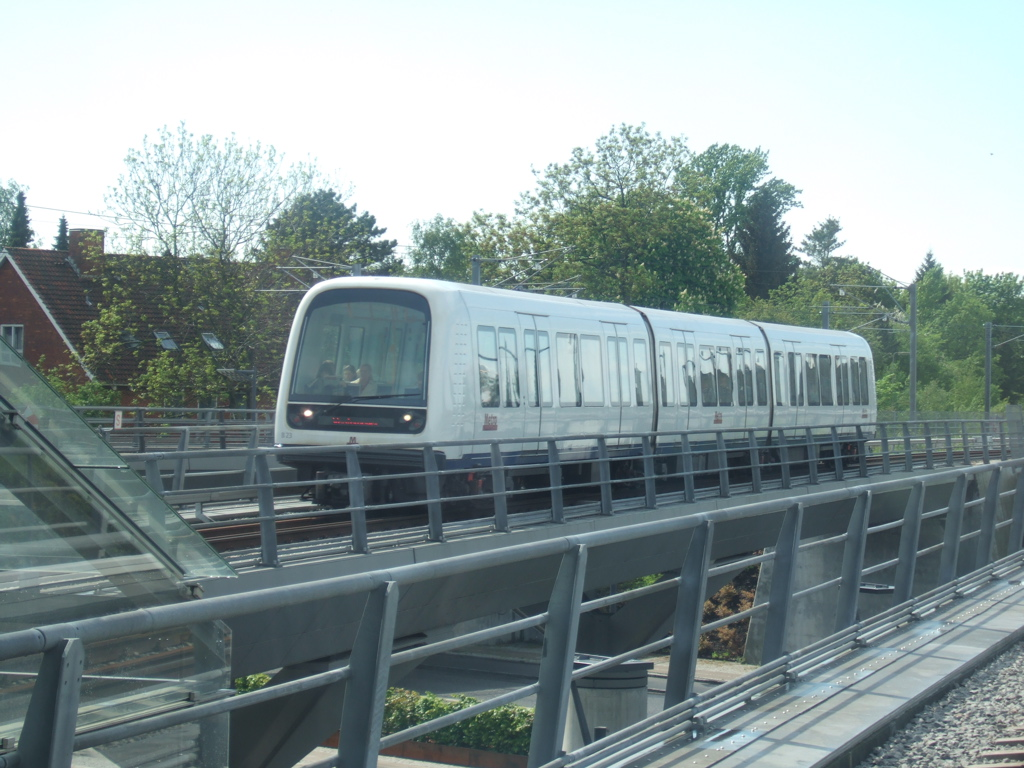
코펜하겐 지하철 (Copenhagen Metro) 열차

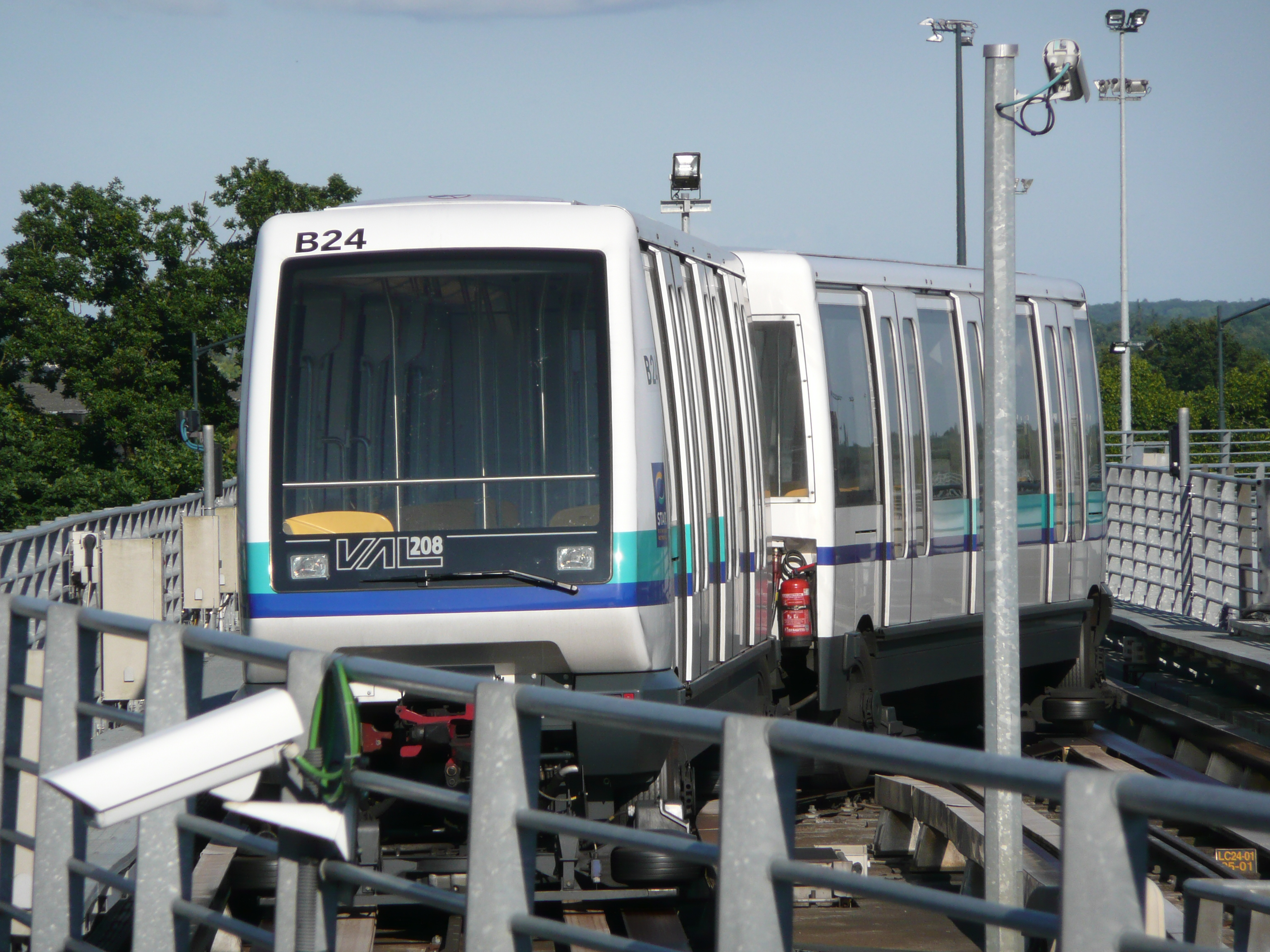
렌 메트로 VAL

"라이트 메트로(Light Metro)"는 중형철도수송시스템을 설명하는데 전세계적으로, 일반적으로 사용되는 대체 용어이다. 이 용어는 유럽 국가들, 인도에서 사용되고 있다. 그러나 일부 국가에서는 라이트 메트로라는 용어는 라이트 레일과 의미가 섞여서 사용되고 있다. 특히, 한국에서는 이 경향이 더욱 강해지는데, 이는 '라이트 레일(Light rail)'이 한국 고유의 용어인 경전철의 번역어로 사용되기 때문이다. '경전철'을 영어로 직역하면 'Light metro' 가 되지만, 그러나 경전철의 실제 의미는 "중전철과 버스 사이의 수송능력을 가지는 궤도교통수단"

으로 영어에서 사용되는 라이트 메트로(=중형철도수송시스템), 라이트 레일(=개량된 노면전차) 의미와 크게 다르다. 예를 들어, 의정부 U 라인은 중형철도수송시스템의 일종인 VAL 시스템이기 때문에 LRTA 등의 기관에서는 "라이트 메트로(Light Metro)"로 분류하고 있지만, 운영사와 한국에서는 이를 '라이트 레일'의 의미를 지닌 "라이트 레일 트랜짓(Light rail Transit)"으로 칭한다. 부산-김해 경전철은 라이트 메트로와 기능과 외형이 유사하지만, 운영사는 "라이트 레일"로 구분하고 있다. 인도에서도 일부 기사에서 "라이트 메트로" 유형의 시스템을 "라이트 레일"이라고 부르는 것이 발견된다.
앞에서 다뤘듯, VAL (Véhicule Automatique Léger) 시스템은 중형철도수송시스템으로 분류되는데, 이는 제조업체가 수송객량을 최대 30,000 PPHPD로 정의하기 때문이다. 비영리 단체인 LRTA (Light Rail Transit Association)는 또한 여러 다른 대중 교통 시스템을 "라이트 메트로 (light metro)"로 분류하고 있다.
홍콩 MTR의 마온산 선은 어떤 맥락에서는 중형철도수송시스템으로 분류되기도 하지만, (짧은 4량의 SP1950 열차를 사용) 중전철에 버금가는 최대 32,000 PPHPD의 수송능력을 낼 수 있다. 다만, 이 분류에 오래 속하지는 않을 전망인데, 이는 2019년까지 마온산 선과 서철선을 합병하여 동서회랑(East West Corridor)을 이루는 계획에 앞서 8량짜리 열차를 배치하기 시작했기 때문이다. 다른 두 노선, 2005년에 개통된 홍콩 디즈니 랜드 리조트로 향하는 디즈니 선 셔틀 열차와 2016년 12월에 개통된 남공도 선 또한 중형 철도 시스템 기준에 부합하게 건설되었다.

## 장점과 단점
일반적인 중전철 대신 중형철도수송시스템을 건설하는 주된 이유는 비용절감으로, 이 시스템은 짧은 차량과 짧은 역을 사용하기 때문이다.
중형철도수송시스템은 중전철보다 더 빠르게 운행되는데, 이는 역에서의 정차시간이 짧고, 가벼운 열차 특유의 빠른 가속력과 제동력을 지니고 있기 때문이다. 예를 들어, 뉴욕 지하철 급행 열차는 밴쿠버 스카이 트레인만큼 빠르지만, 특급 열차는 운행 노선 거의 대부분의 역을 통과한다.
중형철도수송시스템은 수송객수 증가에 대응할 수 있는 수송능력이 제한된다. 예를 들어, 운영중에 승강장 확장이 매우 어려운데, 이는 공사가 반드시 노선 운영을 방해하지 않고 진행되야하기 때문이다. 특히 지하에 건설된 시스템이 그렇다.  홍콩과 우한 같은 일부 시스템은 승강장 연장을 위해 사전에 공간을 만들어 두어 장래에 더 긴 차량 또는 더 많은 열차를 수용할 수 있게 해두었다.  타이베이 첩운을 예로 들면, 타이베이 첩운 원후선은 모든 역에 2량 분의 추가 차량을 유치할 수 있는만큼의 추가 공간을 만들어 두었다.

## 중형 철도 교통 시스템 목록
다음은 달리 명시되지 않는 한 라이트 레일 트랜짓 협회 (Light Rail Transit Association, LRTA)에서 분류한 라이트 메트로에 해당하는 현재 운영중인 중형 철도 교통 시스템의 목록이다.
| 국가       | 지역           | 이름 | 노선 수                        | 개통년도                              | 비고 |
| ---------- | -------------- | --- | ------------------------------ | ------------------------------------- | --- |
| 불가리아   | 소피아         | 소피아 지하철 3호선 | 1                              | 2019 (공사중)                         | ATO를 이용한 무인 운전 시스템. 열차길이 60m. 지멘스 (기업)기술 제공으로 건설. |
| 캐나다     | 오타와         | O-Train: Confederation 선 | 1                              | 2019 (공사중)                         | 도로교통과 완전히 입체로 분리된 시스템. 열차 2량 편성 Citadis Spirit 열차 사용, 열차길이 97m, 600명 이상의 승객수송력, 최고속도 105 km/h. |
| 캐나다     | 토론토         | 토론토 지하철: 스카버러 RT 3호선 | 1                              | 1985                                  | APTA에 의해 "중간 철도(intermediate rail)"로 구분됐으며 (즉, "중전철"과 "라이트 레일"의 중간), LRTA에 의해 "라이트 메트로"로 구분 됐다. |
| 캐나다     | 밴쿠버         | 스카이트레인 (밴쿠버) | 3                              | 1985                                  | 일반적으로 중형 시스템에 채용되는 장비를 사용하고 있으나, 엑스포 선과 밀레니엄 선은 장대형 4량 및 6량 봄바디어 ART 열차를 운행하여 '중전철' 규격화를 실행하고 있는 중이다. 그러나, 스카이 트레인 캐나다 선은 현재 2량 열차로 운행 중이다. |
| 중국       | 광저우시       | 주장신청 자동운송 체계 | 1                              | 2010                                  | 펜실베이니아주 피츠버그에서 제작된 14 편성의 봄바르디어제 APM 100 차량을 운용중. |
| 중국       | 홍콩           | 디즈니 선 | 1                              | 2005                                  | 3객실 칸으로 이루어진 무인운전 열차가 운용되고 있다. 디즈니 리조트 선에서 사용된 일부 M-train 차량은 원래 1994~1998년에 H-Stock 열차(Phase 3 EMU, A/C 270-291, B/C 486-496)의 파생형으로 주문된 것이다. A/C274 A/C281 A/C284 A/C289 A/C29와 B/C490 열차는 현재 디즈니 리조트 선에서 사용되고 있다. |
| 중국       | 홍콩           | 남공도 선 | 1                              | 2016                                  | 3량 편성의 S-Train은 "중형철도수송시스템"로 분류된다. |
| 덴마크     | 코펜하겐       | 코펜하겐 지하철 | 2                              | 2002                                  | ATO를 이용한 무인 운전 시스템. 3량 구성 39m 편성길이의 열차를 사용. |
| 프랑스     | 릴             | 릴 메트로 | 2                              | 1983                                  | VAL 피플 무버 교통체계. 2량 편성 26m 편성길이에 편성최대승객정원 208~240명(VAL 206형이냐 VAL208형이냐에 따라 달라짐)을 갖고 있다. 그럼에도 UrbanRail.net에서는 '차세대 중전철 시스템(Metro systems)'으로 언급하고 있다. |
| 프랑스     | 파리           | 오를리발(Orlyval) | 1                              | 1991                                  | VAL 피플 무버 시스템. VAL 206 차량 사용. |
| 프랑스     | 렌             | 렌 메트로 | 1                              | 2002                                  | VAL 피플 무버 시스템. 운전시격 80초로 운행 가능하나, 열차당 158명만을 수송할 수 있다. |
| 프랑스     | 툴루즈         | 툴루즈 메트로 | 2                              | 1993                                  | VAL 시스템임에도 LRTA에서 이 시스템을 "중전철(Metro)"으로 정의하였다. 한편, UrbanRail.net은 이 노선을 '라이트 메트로 VAL 시스템(light metro VAL system)'으로 언급한다. |
| 인도       | 구르가온       | 래피드 메트로 구르가온 (Rapid Metro Gurgaon) | 1                              | 2013                                  | 무인운전 시스템. 시간당 3만명의 승객을 수송할 수 있도록 설계되었다. 몇몇 기사에서는 이 노선을 '라이트 메트로'로 정의하기도 한다. |
| 이탈리아   | 브레시아       | 브레시아 지하철 | 1                              | 2013                                  | 3량 구성 39m 편성길이 열차 사용. |
| 이탈리아   | 카타니아       | 카타니아 지하철 | 1                              | 1999                                  | 단선 도로노면 공유 구간으로 인해 최소운전시격이 15분으로 제한된다. 현재 9km의 복선화 연장공사가 진행 중이며, 그 중 5km 구간은 2016년에 개통예정이다. |
| 이탈리아   | 제노바         | 제노바 지하철 | 1                              | 1990                                  | 낮은 운행빈도, 제한적인 운행시간과 이로 인해 축소된 수송능력으로 인해 일반저으로 '라이트 메트로(Light Metro)'로 간주되고 있다. 실제로 LRTA에서는 이 노선을 '라이트 레일'로 분류하였다. |
| 이탈리아   | 밀라노         | 밀라노 지하철 5호선, 4호선 | 2                              | 2013, 2020 (예정)                     | 4호선은 현재 건설중이다. 무인운전시스템이다. 4량 편성의 편성길이 50.5m, 최대탑승정원 536명의 열차를 사용한다. |
| 이탈리아   | 나폴리         | 나폴리 지하철 | 1                              | 1993                                  | 6호선은 운전시격 16분이나 '라이트 메트로'로 분류된다. 1호선은 단선터널구간을 갖고 있다. |
| 이탈리아   | 페루자         | 미니 메트로(MiniMetro) | 1                              | 2008                                  | LRTA는 이 노선을 '라이트 메트로'로 분류한다. 그러나 2016년에 폐선된, 이 노선과 같은 종류의 시스템인 라온(Laon)의 노선은 '케이블 모노레일(cable monorail)'로 분류됐었다. |
| 이탈리아   | 토리노         | 토리노 지하철 | 1                              | 2006                                  | VAL 피플무버 시스템. |
| 일본       | 히로시마       | 히로시마 고속 교통 히로시마 신교통 1호선 | 1                              | 1994                                  | 무인 운전 시스템. 지하구간의 일부분은 중전철로 건설됐었다. |
| 일본       | 고베           | 고베 신교통 | 2                              | 1981, 1990                            | 포트 아일랜드 선과 롯코 아일랜드 선 열차 모두 4량 편성(열차 정원 300명)으로 이루어져 있으나, 승강장은 6량편성 기준으로 만들어져 있다. |
| 일본       | 오사카         | 난코 포트타운 선 | 1                              | 1981                                  | 4량 편성 열차가 운행 중이나, 승강장은 6량 열차에 대응 가능하도록 설계되었다. |
| 일본       | 사이타마시     | 이나 선 | 1                              | 1983                                  | 6량 편성 고무타이어 지하철이며, 유인운전으로 운행된다. |
| 일본       | 사쿠라 시      | 야마만 유카리가오카 선 (Yamaman Yūkarigaoka Line) | 1                              | 1982                                  | 3량 편성(열차정원 205명) 열차 사용. 중앙 가이드웨이식 무인궤도교통이다. 이 형태 때문에, LRTA는 이 시스템을 모노레일로 분류한다. |
| 일본       | 도코로자와     | 세이부 야마구치 선 | 1                              | 1985                                  | 4량 편성(열차정원 302명) 열차 사용. 고무타이어 차륜이며 유인운전으로 운행된다. LRTA나 UrbanRail.net 분류에 모두 등재되어 있지 않음. |
| 일본       | 도쿄           | 닛포리 도네리 라이너 | 1                              | 2008                                  | 5량 편성 열차, 무인운전 시스템. |
| 일본       | 도쿄           | 유리카모메 | 1                              | 1995                                  | 6량 편성 열차, 무인운전 시스템. |
| 일본       | 요코하마       | 가나자와 시사이드 라인 | 1                              | 1989                                  | 무인운전시스템. |
| 말레이시아 | 쿠알라룸푸르   | Rapid KL - LRT Kelana Jaya, LRT Ampang and LRT Sri Petaling                                                                                                   | 2                              | 1998                                  | Bombardier INNOVIA ART 200 열차 사용. 2량 편성 및 4량 편성을 혼합 운영하거나 병결하여 운영 중. |
| 필리핀     | 마닐라         | 마닐라 LRT 1호선 | 1                              | 1984                                  | LRT 1호선은 초기에 2량편성 열차로 운행되었으나, 2004년에 3량 편성으로 바뀌었으며, 1997년과 2007년에 신형 4량편성 차량을 구매하였다. |
| 필리핀     | 마닐라         | 마닐라 LRT 3호선 | 1                              | 1999                                  | 최대승객정원 1,182명의 3량편성 열차 사용. 운전시격 4~5분으로 운행 중이다. 그러나 노선 자체는 23,000 PPHPD의 수송능력을 갖도록 설계되었다. LRTA에서는 '라이트 레일'로 분류한다. |
| 러시아     | 모스크바       | 모스크바 지하철 12호선, 부톱스카야 선 | 1                              | 2003                                  | 6,700 PPHPD로 수송할 수 있다. 3량 편성, 편성길이 85m 이하의 열차 사용. |
| 싱가포르   | 싱가포르       | 싱가포르 MRT 서클 선(Circle Line) 다운튼 선(Downtown Line) 톰슨-동해안선(Thomson-East Coast Line)(계획/건설 중) 주롱 지역선(Jurong Region Line)(계획/건설 중) | 4 (1노선 건설중, 1노선 계획중) | 2009, 2013, 2019, 2025 (예상완공시기) | 서클 라인(Circle Line): 3량편성 알스톰 C830 및 C830C 열차. 열차 최대승객정원 931명. 다운튼 선(Downtown Line): 3량 편성 봄바르디어 C951 & C951a 열차. 열차 최대승객정원 931명. 톰슨-동해안선(Thomson-East Coast Line): 4량 편성 가와사키/시팡(Kawasaki/Sifang) CT251 열차. 열차 최대승객정원 1,280명. 주롱 지역선(Jurong Region Line): 현재 계획중. 사용 열차 또한 근미래에 발표될 예정이나, "중형 수송" MRT노선이 될 것이라는 언급이 있었음. |
| 대한민국   | 부산           | 부산 도시철도 4호선 | 1                              | 2009                                  | LRTA 미분류 노선. 그러나 UrbanRail.net에서는 '라이트 메트로'로 분류하였다. |
| 대한민국   | 부산           | 부산-김해 경전철 | 1                              | 2011                                  | 무인 운전 시스템. 2량 편성 열차 사용. LRTA에서는 미분류된 노선이나, 운영측에서는 '라이트 레일'로 부르고 있다. |
| 대한민국   | 서울           | 서울 경전철 우이신설선 | 1                              | 2017                                  | 각각의 열차는 2량 편성열차들의 병결로 이루어져 있으며, 무인운전으로 운행된다. |
| 대한민국   | 의정부         | 의정부 경전철 | 1                              | 2012                                  | 무인 VAL 시스템. 2량편성 열차 사용. LRTA 등에서는 '라이트 메트로'로 분류하고 있으나, 운영사는 라이트 레일로 부르고 있으며, 이를 인용해 '라이트 레일'로 분류하는 기사도 있다. |
| 스페인     | 바르셀로나     | 바르셀로나 지하철 8호선 및 11호선 | 2                              | 2003                                  | 무인운전 시스템. 2량 편성열차 사용. LRTA는 8호선을 '라이트 메트로'로 분류한다. |
| 스페인     | 말라가         | 말라가 지하철 | 1                              | 2014                                  | 1호선의 경우 평면교차 구간이 존재한다. 한개 이상의 출판물에서 '라이트 메트로'로 언급되고 있다. |
| 스페인     | 팔마데마요르카 | 팔마 지하철: M1 선 | 1                              | 2007                                  | 거의 대부분의 구간이 지하에 건설되어 있으며, 운전시격 15분에 2량 편성(최대승객정원 306명) 열차로 운행된다. 어떤 매체는 그럼에도 이 노선을 '라이트 레일'로 지칭하기도 한다. |
| 스페인     | 세비야         | 세비야 지하철 | 1                              | 2000                                  | 열차 편성길이 31m, 최대승객정원 192명. |
| 타이완     | 타이베이시     | 타이베이 첩운: 타이베이 첩운 원후선 및 타이베이 첩운 환상선                                                                                                   | 2                              | 1996, 2019 (예정)                     | 타이베이 첩운 원후선: 열차 - 고무타이어 시스템, 4량 편성. LRTA는 이 노선을 부분적인 '중전철'로 분류한다. 타이베이 첩운 환상선: 2019년 개통예정이며, 'AnsaldoBreda' 사의 무인전철차량을 사용할 예정이다. LRTA는 '라이트 메트로'로 분류하였다. |
| 태국       | 방콕           | 방콕 지하철: MRT 자색선(Purple Line) | 1                              | 2016                                  | 3량편성 열차 사용. |
| 튀르키예   | 앙카라         | 앙카라 지하철 A1 선 | 1                              | 1996                                  | 3량 편성, 편성길이 90m의 열차 사용. 현재 수송능력은 27,000 PPHPD이나, LRTA는 라이트 레일로 분류하였다. |
| 튀르키예   | 이스탄불       | 이스탄불 지하철 M1선 (Istanbul Hafif Metro) | 1                              | 1989                                  | 4량 편성열차 사용. "Hafif Metro"는 직역하면 "라이트 메트로"가 된다. LRTA에 의해 라이트 레일로 분류되었다. |
| 영국       | 글래스고       | 글래스고 지하철 | 1                              | 1896                                  | 4 ft (1,219 mm) 궤간 사용. 3량편성 열차 사용. |
| 영국       | 런던           | 도클랜즈 라이트 레일웨이 | 7                              | 1987                                  | 무인운전시스템. 일반적으로 2~3량편성의 열차가 운행된다. LRTA는 라이트 레일로 분류하였다. |
| 미국       | 마이애미       | 메트로 무버(Metromover) | 3                              | 1986                                  | '피플 무버'로 간주되고 있다. |
| 미국       | 필라델피아     | 노리스타운 고속선(Norristown High Speed Line) (SEPTA 철도 교통체계의 일부)                                                                                    | 1                              | 1907                                  | APTA는 '라이트 래피드 트랜짓(Light rapid rail transit)', 즉 중형철도수송시스템으로 분류하고 있다. |
| 베네수엘라 | 마라카이보     | 마라카이보 메트로(Maracaibo Metro) | 1                              | 2006                                  | 3량편성, 편성길이 58m 이하의 열차 사용. 원래 프라하 메트로용으로 설계된 차량이다. LRTA는 '라이트 레일'로 분류한다. |
| 베네수엘라 | 발렌시아       | 발렌시아 메트로(Valencia Metro) | 1                              | 2007                                  | |

### 과거에 존재했던 노선
다음은 과거에 존재했던 중형철도수송시스템의 목록이다. 아래의 노선들은 중전철화되었거나, 폐선된 것들이다.
- 광저우, 중국
  - 광저우 지하철 3호선 - 3량 편성의 열차로 운행을 개시했으나, 2010년에 6량으로 바뀌었다.
- 고마키시, 일본
  - 피치라이너 - 2006년 9월 30일에 폐선.

## 같이 보기
- 무인궤도교통
- 라이트 레일
- 프리메트로
- 철도
- 고무타이어 지하철
- 지하철
- 피플 무버
- VAL

## 참고 문헌
1. ↑  Allport, Roger (1996). 〈Theme Paper 6: Investment in mass rapid transit〉.   Stares, Stephen; Zhi, Liu. 《China's Urban Transport Development Strategy: Proceedings of a Symposium in Beijing, November 8-10, 1995》 (PDF). Washington D.C.: The World Bank. 257쪽. 2015년 8월 31일에 확인함.
2. ↑  “Transportation term definition” (중국어). Ministry of Transportation and Communications (MOTC). 2011년 10월 4일에 원본 문서에서 보존된 문서. 2008년 6월 30일에 확인함.
3. ↑  “Comparison between high capacity and medium capacity systems” (중국어). Taiwan Department of Rapid Transit Systems, TCG. 2013년 7월 23일에 원본 문서에서 보존된 문서. 2008년 6월 30일에 확인함.
4. 1 2  Cledan Mandri-Perrott (2010). Private Sector Participation in Light Rail-Light Metro Transit Initiatives (PDF). 《Public-Private Infrastructure Advisory Facility (PPIAF)》 (보고서) (세계 은행). 17쪽. 2016년 3월 4일에 원본 문서 (pdf)에서 보존된 문서. 2015년 8월 30일에 확인함.
5. 1 2  Great Britain: Parliament: House of Commons: Transport Committee, 편집. (2005). 《Integrated Transport: The Future of Light Rail and Modern Trams in the United Kingdom》. The Stationery Office. 216쪽. 2014년 2월 22일에 확인함.
6. ↑  Robert Schwandl (2007). “What is a metro?”. 《UrbanRail.Net》. 2014년 2월 22일에 확인함.
7. ↑  “Kerala opts for light metro, not monorail”. 《business-standard.com》. 2014년 10월 24일. 2014년 11월 29일에 확인함.
8. ↑  “BJP promises light metro in Bhopal and Indore”. 《dnaindia.com》. 2014년 11월 21일. 2014년 11월 29일에 확인함.
9. 1 2 3  “Korean city opens automatic light metro”. 《Rail Journal.com》. 2014년 11월 24일에 확인함.
10. ↑  “경전철”. 한국철도시설공단, 철도용어사전. 2016년 10월 20일에 확인함.
11. ↑  “경전철”. 박문각,시사상식사전.2015년 5월 6일 수정판. 2016년 10월 20일에 확인함.
12. ↑  “경전철”. doopedia(두산백과). 2016년 10월 20일에 확인함.
13. ↑  “경전철”. Korea Railway Industry Informaition Center(철도산업정보센터). 2019년 4월 6일에 확인함.
14. 1 2  “Uijeongbu Light Rail Transit, South Korea”. 《Railway-technology.com》. 2014년 2월 22일에 확인함.
15. 1 2  “Busan-Ginhae Light Rail Transit”. 2012년 3월 28일에 원본 문서에서 보존된 문서.
16. ↑  Ajay Kumar (2012년 9월 20일). “Light rail could be alternative mode of transport in future”. India today. 2015년 11월 5일에 확인함.
17. ↑  “VAL and NeoVAL”. Siemens TS. 2008년 6월 26일에 원본 문서에서 보존된 문서. 2008년 6월 30일에 확인함.
18. ↑  Michael Taplin (March 2013). “Index of Countries + Totals for each Country”. Light Rail Transit Association (LRTA). 2007년 10월 8일에 원본 문서에서 보존된 문서. 2014년 11월 28일에 확인함.
19. ↑  “MTR train frequencies of railway lines in different periods, number of cars on each train, train carrying capacity, train loading rates and number of seats” (PDF). MTR. 2012년 3월 17일에 원본 문서 (pdf)에서 보존된 문서. 2014년 8월 23일에 확인함.
20. ↑  Michael Taplin (March 2013). “A world of trams and urban transit - A complete listing of Light Rail, Light Railway, Tramway & Metro systems throughout the World”. Light Rail Transit Association (LRTA). 2007년 10월 8일에 원본 문서에서 보존된 문서. 2014년 11월 28일에 확인함.
21. ↑  “보관된 사본” (PDF). 2017년 4월 3일에 원본 문서 (PDF)에서 보존된 문서. 2019년 4월 6일에 확인함.
22. ↑  
“Transit Ridership Report Fourth Quarter and End-of-Year 2014” (PDF). American Public Transportation Association (APTA). 2015년 3월 3일. 34쪽. 2017년 10월 11일에 원본 문서 (pdf)에서 보존된 문서. 2015년 3월 14일에 확인함.
23. ↑  Ltd, DVV Media International. “Guangzhou peoplemover enters service”. 《Railway Gazette》. 2019년 2월 12일에 원본 문서에서 보존된 문서. 2019년 4월 6일에 확인함.
24. ↑  Robert Schwandl (2004). “Lille”. 《UrbanRail.net》. 2016년 2월 22일에 확인함.
25. ↑  Robert Schwandl (2004). “Toulouse”. 《UrbanRail.net》. 2014년 11월 29일에 확인함.
26. 1 2  “Rapid MetroRail Gurgaon opens”. 《Railway Gazette International》. 2013년 11월 15일. 2018년 4월 26일에 원본 문서에서 보존된 문서. 2014년 12월 28일에 확인함.
27. 1 2  Simon Crompton-Reid (2013년 11월 18일). “Rapid MetroRail Gurgaon launched”. 《Total Rail》. 2014년 12월 28일에 원본 문서에서 보존된 문서. 2014년 12월 28일에 확인함.
28. 1 2  “Gurgaon automated metro”. 《Subways.net》. 2017년 9월 20일에 원본 문서에서 보존된 문서. 2014년 12월 28일에 확인함.
29. ↑  “FOTO | Metropolitana, il cronoprogramma ufficiale”. Mobilita Catania. 2015년 5월 9일. 2015년 10월 14일에 확인함.
30. ↑  Robert Schwandl (2010). “Kuala Lumpur”. 《UrbanRail.net》. 2015년 8월 29일에 확인함.
31. ↑  “About Us - Background”. Metro Rail Transit. 2014년 5월 8일에 원본 문서에서 보존된 문서. 2014년 6월 8일에 확인함.
32. ↑  Robert Schwandl (2007). “Busan”. 《UrbanRail.net》. 2014년 11월 30일에 확인함.
33. ↑  “Malaga metro problems - before work's even started”. 《EuroweeklyNews》. 2014년 3월 27일. 2014년 8월 8일에 원본 문서에서 보존된 문서. 2014년 7월 30일에 확인함.
34. ↑  Puente, Fernando (2014년 7월 30일). “Malaga light metro network opens”. 《International Railway Journal》. 2014년 7월 30일에 확인함.
35. ↑  “Mallorca Rail Development, Spain”. 《Railway-Technology.com》. 2014년 5월 16일에 확인함.
36. ↑  “TEKNİK ÖZELLİKLER” [TECHNICAL SPECIFICATIONS] (튀르키예어). Ankaray LRT. 2014년 5월 25일에 원본 문서에서 보존된 문서. 2014년 5월 24일에 확인함.
37. ↑  “American Public Transportation Association - A MULTIMODAL TOUR OF THE DELAWARE VALLEY” (PDF). American Public Transportation Association (APTA). 2013년 6월 1일. 2013년 11월 11일에 원본 문서 (PDF)에서 보존된 문서. 2013년 11월 10일에 확인함.

## 서지정보
- Taplin, Michael. “A world of trams and urban transit”. 《lrta.org》. Light Rail Transit Association. 2007년 10월 8일에 원본 문서에서 보존된 문서. 2019년 4월 6일에 확인함.
- “Metros: Keeping pace with 21st century cities”. 《uitp.org》. International Association of Public Transport (French: L’Union internationale des transports publics (UITP)).
- Schwandl, Robert. “UrbanRail.Net”. 《UrbanRail.Net》.